# فراموشکار
فراموشکار (به انگلیسی: Amnesiac) نام پنجمین آلبوم استودیویی گروه آلترنیتیو راک ریدیوهد است که در سال ۲۰۰۱ منتشر شد.آلبوم در بریتانیا در صدر پرفروش‌ها قرار گرفت و در آمریکا به رتبه دوم رسید.فراموشکار نسبت به کید ای تعداد بیشتری قطعات گیتاری معمول داشت.مانند کید ای این آلبوم نیز از موسیقی‌های الکترونیک، جز، کلاسیک و امبینت تأثیر بسیاری گرفته‌است.

## لیست آهنگ‌ها
تمامی آهنگ‌ها توسط تام یورک، جانی گرینوود، اد اوبراین، کالین گرینوود و فیل سلوی نوشته شده‌است.
1. "Packt Like Sardines in a Crushd Tin Box" – ۴:۰۰
2. "Pyramid Song" – ۴:۴۹
3. "Pulk/Pull Revolving Doors"– ۴:۰۷
4. "You and Whose Army?" – ۳:۱۱
5. "I Might Be Wrong" – ۴:۵۴
6. "Knives Out" – ۴:۱۵
7. "Morning Bell/Amnesiac" – ۳:۱۴
8. "Dollars and Cents" – ۴:۵۲
9. "Hunting Bears" – ۲:۰۱
10. "Like Spinning Plates" – ۳:۵۷
11. "Life in a Glasshouse" – ۴:۳۴

## نوازنده‌ها

### ریدیوهد
- تام یورک - وکال، گیتار، پیانو
- جانی گرینوود - گیتار، سینتی‌سایزر
- اد اوبراین - گیتار، صدای پشت
- کالین گرینوود - گیتار بیس
- فیل سلوی - درام

### دیگران
- نایجل گادرک - تهیه کننده، مهندس صدا
- استنلی داونوود - طراح